# Urza's Legacy
Urza's Legacy – jeden z dodatków do kolekcjonerskiej gry karcianej Magic: The Gathering.
Ukazał się 15 lutego 1999 roku i był drugim dodatkiem bloku Urza's Saga (znanego także jako Artifact Cycle). Składał się standardowo ze 143 kart. Najbardziej znane karty z tego dodatku to Multani, Maro Sorcerer, Tinker i Grim Monolith. Karty z tego dodatku znalazły się m.in. w talii Replenish – najlepszej talii 1999 roku. Do dodatku wydano książkę pod tytułem: Time's Streams autorstwa Roberta Kinga. W Polsce książkę wydano pod tytułem Strumienie czasu w roku 2001.